# Carreras de bánger

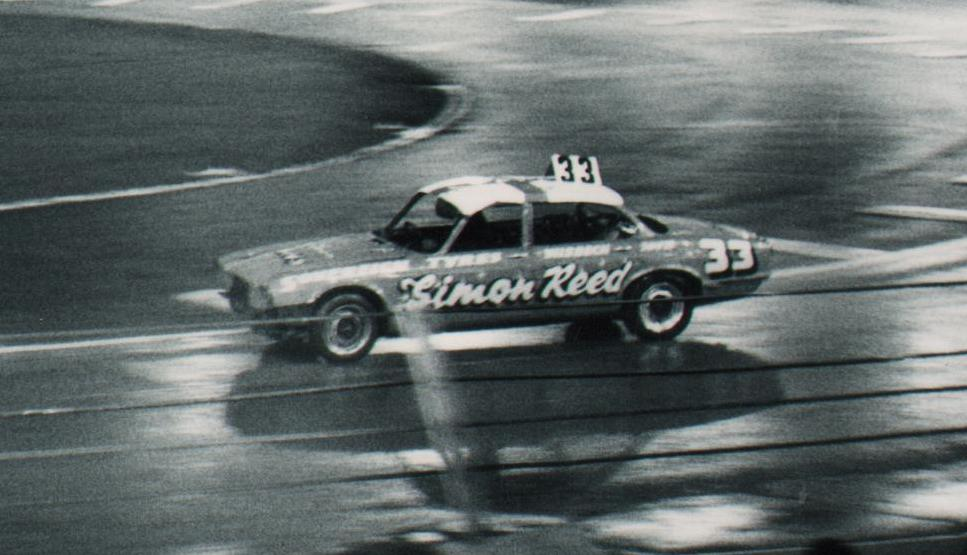
El Jaguar XJ6 de Simon Reed corriendo en el estadio de Wimbledon.

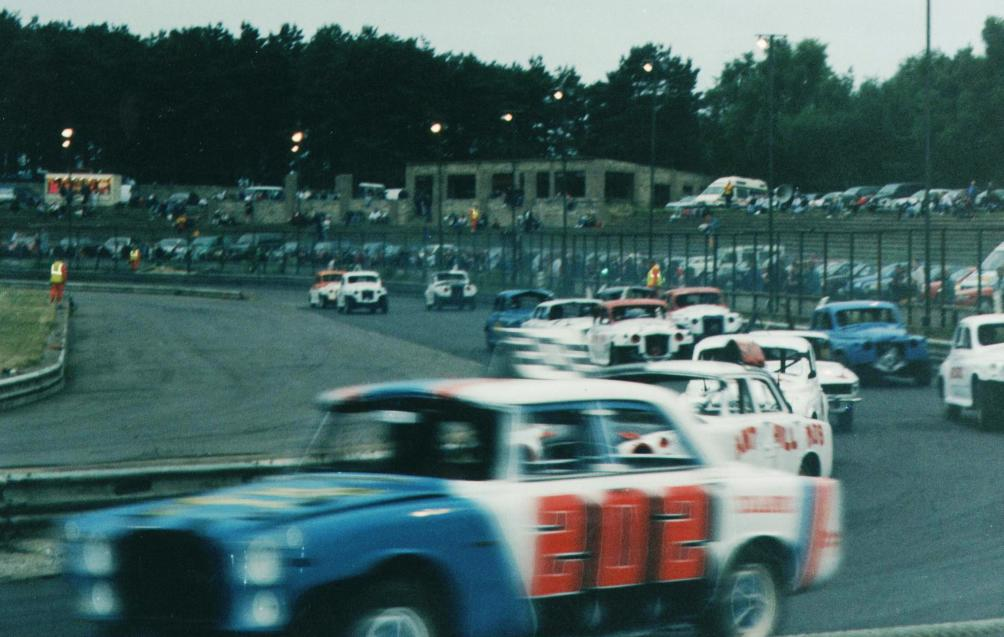
Una competición de Rover en Ringwood Raceway.

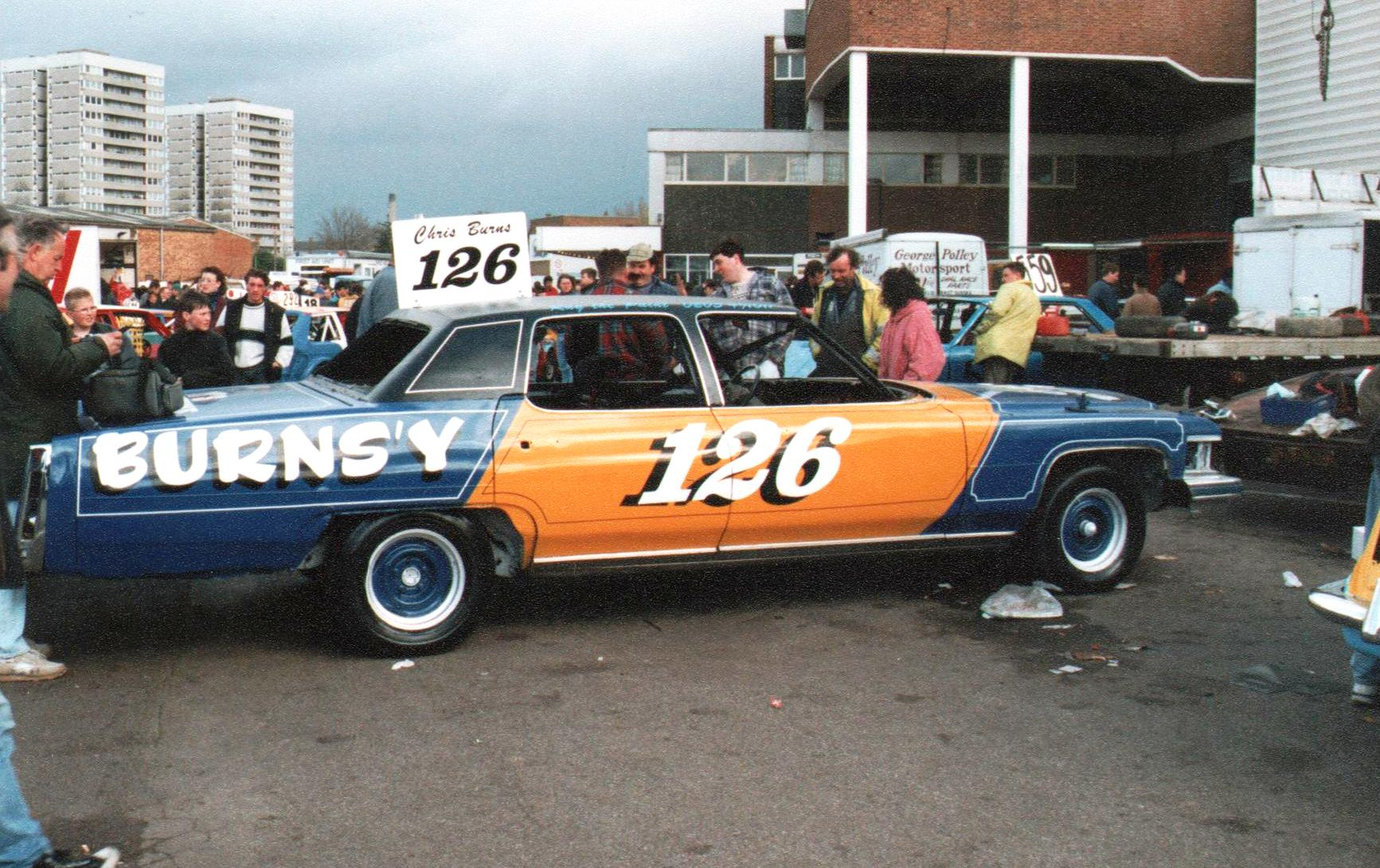
El Cadillac de Ville de tercera generación de Chris Burns antes de correr en el estadio de Wimbledon.

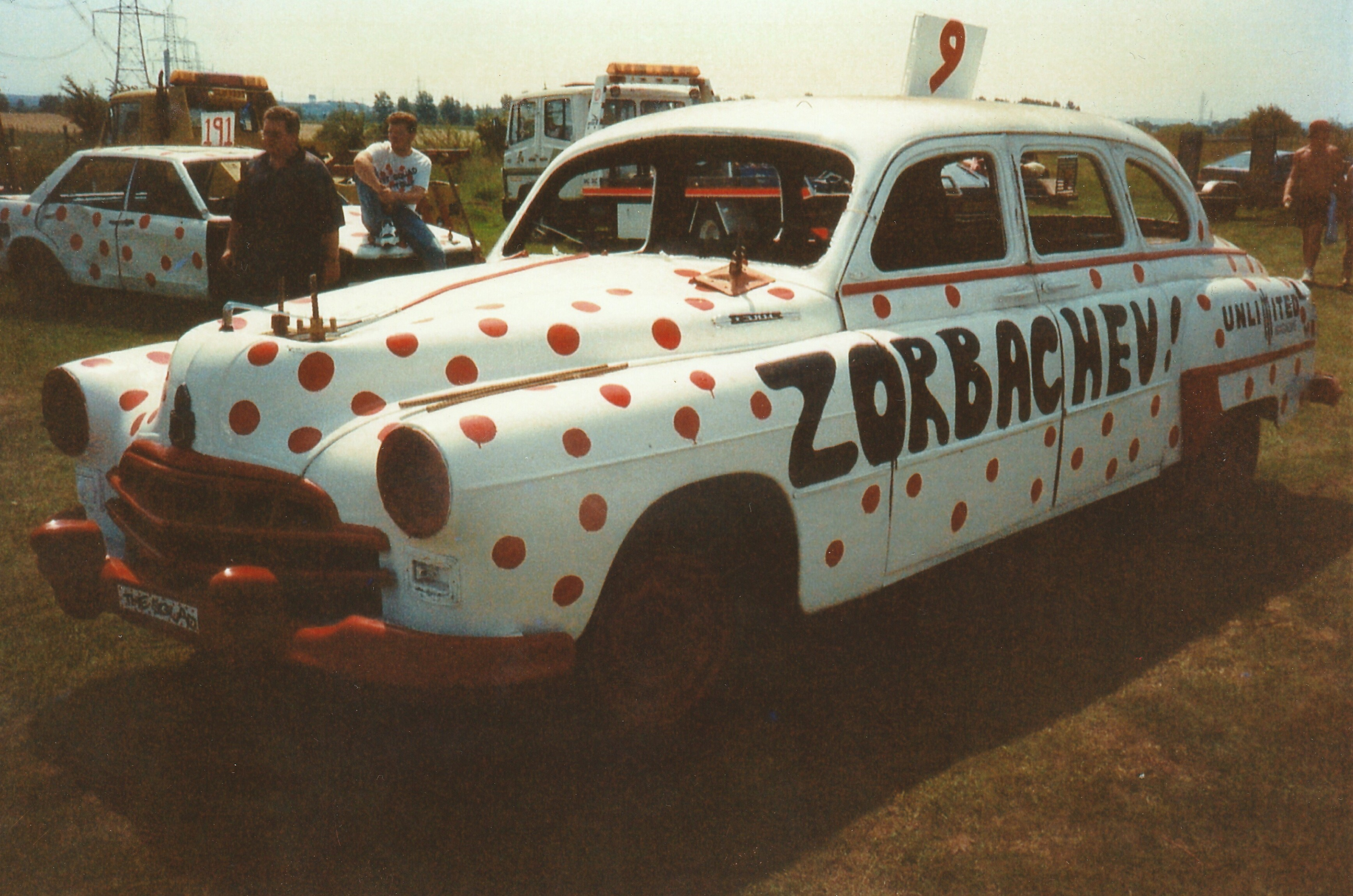
Este GAZ-12 ZIM ruso fue pilotado por Terry "Zorba" Tsakistras en el Abierto de Bánger del Sur, que aguantó en el óvalo de Iwade en 1992.

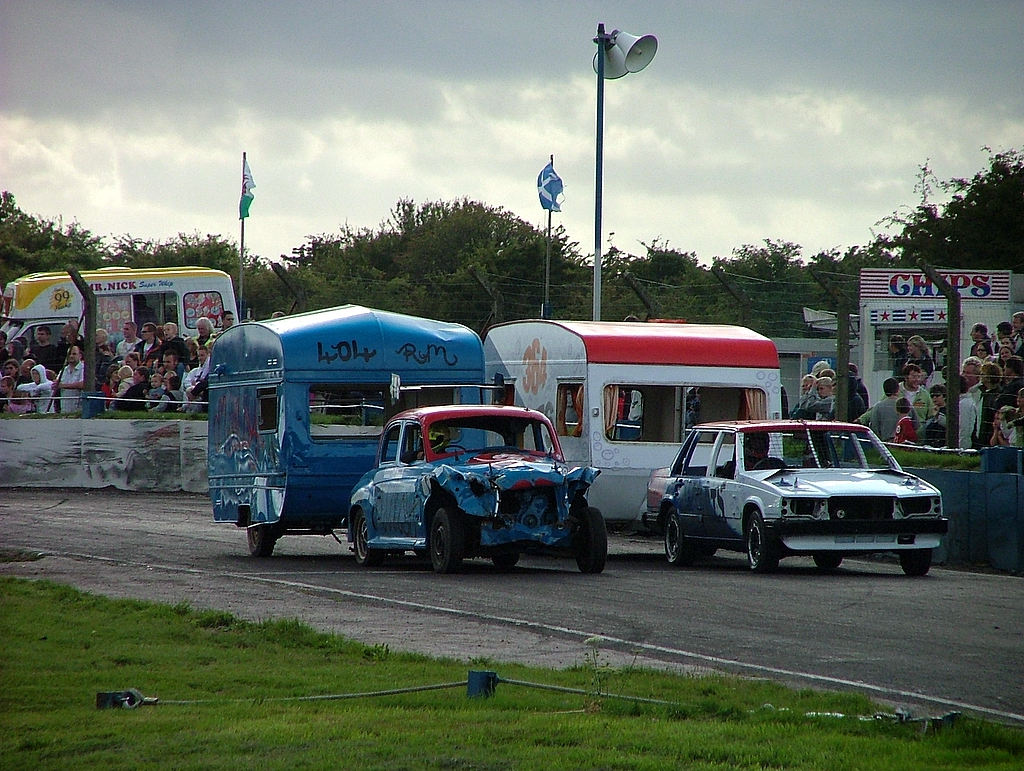
Una caravana corriendo en Mendips Raceway.

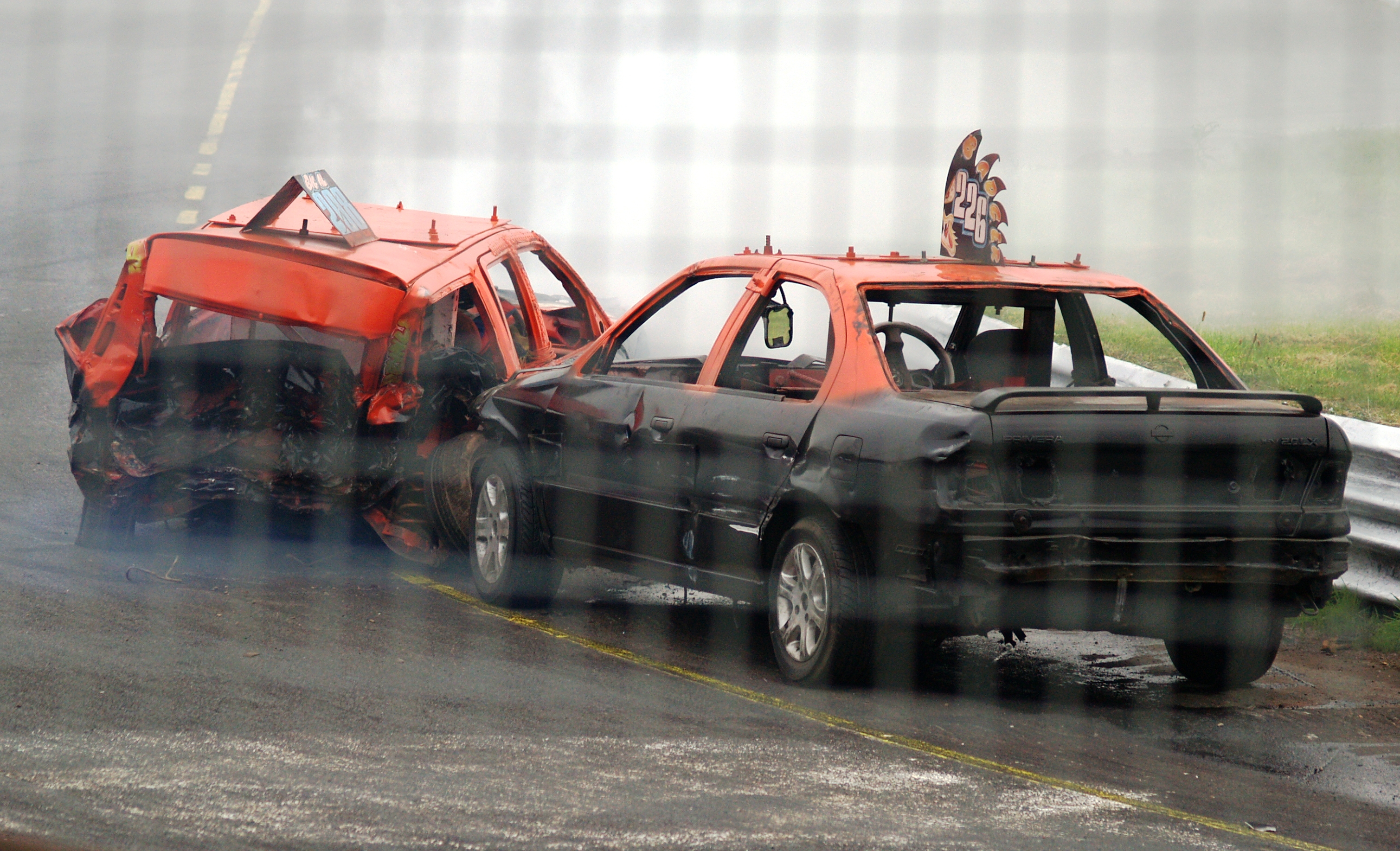
Carrera de bánger en Hednesford Cerros Raceway.

Las carreras de bánger son un tipo de deporte del motor celebrado en pistas de asfalto o tierra muy popular en países como el Reino Unido, Irlanda, Bélgica y los Países Bajos. En estas carreras corren vehículos viejos en estado de chatarra, modificados y pintados de cualquier forma, enzarzados en una competición en la que todo vale. Se proclama ganador el primero que se marca con una bandera tras un número de vueltas. Los impactos durante la carrera están permitidos, de hecho es un incentivo dentro de la competición y es válido quitarse de enmedio a los competidores logrando que los coches acaben averiándose hasta el punto de no poder circular. Normalmente se celebran las carreras en un circuito ovalado o triovalados, lo que equivale a unos 400 metros de longitud. También pueden celebrarse en circuitos en forma de ocho.

## Vehículos
Normalmente los vehículos utilizados en las carreras de bánger están en estado de chatarra o con averías que, aunque permitan que circule, no merece la pena reparar. En la actualidad hay distintas modalidades de bánger.
La más común es la categoría «Ilimitada», donde no hay ningún tipo de restricción de coches ni motores. 
Hay otra categoría denominada «Menos de 2000 cc», donde los coches deben tener una motorización inferior a los 2 L de capacidad. Esta modalidad suele estar compuesta por vehículos Ford, como el Mondeo o el Cougar.
La categoría «De 1800 cc a 1300 cc», también llamada «Bánger doméstico», es otra clase vista en Reino Unido, en la que la cilindrada depende de la pista o la promoción del evento. La clase «Doméstica» es más común entre los novatos o «rookies».
Por último la categoría «Micros» recoge a los vehículos más pequeños, del estilo del Ford Ka y el Nissan Micra, esos que se considera demasiado pequeños o inútiles para competir en otras clases. Esta categoría se ha convertido en una de las más populares del bánger, debido a sus abaratados costes de vehículos y reparaciones de los mismos.
No está permitido competir con vehículos de tracción a las cuatro ruedas en ninguna de las categorías. La clase «Ilimitada» tiene estipulado que el vehículo debe ser tracción trasera o de origen americano. También hay algunos modelos prohibidos en las demás categorías por su gran fuerza y dimensión en comparación con los demás vehículos. El SsangYong Rodius y el Chrysler Imperial son dos ejemplos de vehículos normalmente prohibidos por este motivo.
Hay otras muchas clasificaciones de carreras de bánger; de furgonetas grandes, furgonetas pequeñas, autobuses, todoterrenos, SUV, clásicos, etc., en las que se suelen incorporar vehículos que no entran en ninguna de las categorías mencionadas arriba.

## Historia y participación
Las carreras de bánger comenzaron a popularizarse en los años 60, de manos de un promotor de carreras que observó que los accidentes eran uno de los puntos más destacados de las competiciones. Los pilotos comenzaban participando con vehículos con una preparación básica; vehículos sin ventanillas y que mantuviesen todo el interior. Las regulaciones de seguridad se empezaron a tener en cuenta a partir de los 80, cuando se empezaron a modificar los vehículos para competir, montando jaulas antivuelco, barras antitorsión, refuerzos en la puerta del conductor y cambiando los tanques de combustible.
Se convirtió en el deporte líder en el óvalo pequeño en Reino Unido e Irlanda, aumentando el nivel de competidores y espectadores. Debido a la explosión de popularidad que sufrió durante los 70 y 80, se comenzaron a crear promotores de estos eventos de bánger, generando una gran afición. Estas promociones comenzaron a crear campeonatos para conocer a pilotos rápidos y talentosos. PRI fue la primera promotora en hacer eso, con su primera final mundial en 1971 en el estadio Harringay.
La final mundial de categoría Ilimitada de Spedeworth fue otro de los grandes campeonatos, hoy en día el más antiguo que se sigue celebrando. El primer título se otorgó en octubre de 1974 en el estadio de Wimbledon. Plough Lane fue el lugar de encuentro de este evento anual hasta 2007, cuando los cambios de tráfico de Londres hicieron que fuese necesario reubicarlo. Desde 2008 se realiza en Ipswich, a donde acuden más asistentes que a la final mundial de Wimbledon.
A finales de los 80 y principios de los 90, los promotores empezaron a organizar «abiertos», con un pequeño bote de premio y unas pequeñas limitaciones de vehículos; la primera se disputó en el «abierto británico» de Ringwood Raceway y el «Firecracker 500» de Arena Essex. Estos actos fueron aumentando con el paso del tiempo, produciendo más vehículos y atrayendo más pilotos de todo el Reino Unido y ultramar. El evento «Firecracker» de Arena Essex se hizo muy popular, siendo punto de encuentro para muchos fanes y pilotos en los años venideros hasta su cierre de 2018.
El pico máximo de vehículos que acudieron para competir en una temporada fue de alrededor de 13 000 en 2003, de los cuales 9 500 fueron «nuevos» y no habían corrido en ninguna otra anteriormente.
En los encuentros individuales, las mayores cotas de participantes dependen de la categoría de bánger. Los encuentros con más de 200 participantes de bánger podrían considerarse algunos de los mayores en la historia del deporte.
La celebración que se podría considerar la más exitosa fue la Spedeworth Unlimited National Banger World Final en 2017, a la que acudieron 269 coches. Los Heavy Metal Classic organizados por Standlake, son los únicos en asemejarse a esta anteriormente mencionada, con 266 coches en 2005 y 265 al año siguiente; sin embargo estos englobaban participantes de categoría «Ilimitada» y de «Menos de 1800 cc».
Las competiciones de bánger se han popularizado recientemente, organizándose eventos de más de 200 coches en alguna ocasión. La quedada «Icebreaker» de categoría Ilimitada organizada por Swaffham Raceway el 8 de febrero de 1998 concentró a 209 competidores. Desde entonces se han celebrado otros eventos con más de 200 participantes, el más grande para equipos de categoría Ilimitada fue en Oval Emmem en 2016 y registra 240 coches.
Otro evento significativo fue el Olly Moran Memorial de 2013 en Arena Essex. Este ostenta el récord de concentrar el mayor número de asistentes a un evento de una sola marca en la historia del deporte, ya que todos tenían que correr con una de las dos variantes MKI o MKII del Ford Granada. Se lograron 232 participantes en dos días.
El hito final data de 2018 en la quedada Stan Woods Memorial con un total de 192 coches. Esta quedada se considera especial porque consistía de coches de producción previa a 1975, haciéndolo una de las reuniones más grandes de vehículos clásicos.

## Carreras
Las carreras en Reino Unido constan de uno de los tres conjuntos de normas que consisten en distintos grados de contacto durante las carreras. La clasificación «Nacional» es la única que permite contacto total. Los pilotos pueden embestir sin problema a los demás corredores, a diferencia de las demás clasificaciones. Las carreras con normas «Nacional» son las más populares y en la mayoría de los casos las más destructivas.
El formato «Rookie» es para novatos, en este se prolonga la vida útil del vehículo del corredor limitando el contacto entre pilotos. La idea surgió a mediados de los 90, ya que los corredores querían disfrutar más del espectáculo, por lo que fue necesario regularlo. Reducir el ritmo de impactos también conlleva reducir el gasto, ya que se desarrolla de una forma más segura, pero no es tan popular entre los fanes. Se puede considerar como el paso previo para aquellos competidores que quieren saltar a la escena «Nacional».
Una carrera de bánger es distinto a una carrera de destrucción, el objetivo de esta última no es completar vueltas, sino golpearse, destruir y ultimar inmovilizando a todos los oponentes, ganando aquel último vehículo que quede en pie. En ocasiones, la última fase de un «Nacional» se debate en una carrera de destrucción. En algunos eventos se pueden usar caravanas o remolques con pequeños barcos durante la competición para causar más daños al colisionar.
Entre los trofeos otorgados a los ganadores y finalistas, se pueden destacar algunos como «Mejor destructor», «Más espectacular» y «Ganador de demolición», para incentivar las distintas aptitudes de los pilotos. Otro trofeo se otorga al «Mejor coche», siendo premiado el coche mejor presentado o más exótico, lo que es objeto de controversia para los entusiastas de los coches, que critican la participación de clásicos o vehículos poco comunes en estos eventos, ya que agravan la extinción de dicho modelo.
En una carrera de bánger se usan banderas amarillas durante la misma para advertir a los corredores de que es necesario tener precaución en algún momento concreto. Los coches que dejan de funcionar se abandonan durante la carrera, pero en ocasiones se aconseja al piloto quedarse dentro del vehículo inservible, ya que puede ser la opción más segura. La asociación europea de promotores estableció que puede penalizarse a un participante que abandone su vehículo durante la bandera verde, ya que, si no hay ninguna situación de emergencia o bandera amarilla, es extremadamente peligroso abandonar el automóvil. Si es extremadamente necesario mover a un participante o si este se encuentra en un daño particular (o fuego), se usa una bandera roja para detener la carrera. Cuando esto sucede suele reanudarse la carrera una vez solucionado dicho asunto.

## Críticas
Algunos amantes del automovilismo han denunciado estos actos con la premisa de que se está realizando la destrucción de vehículos clásicos y, a causa de ello, algunos modelos como el Austin Westminster, se han convertido en algo raro de encontrar. La comunidad del bánger sostiene que la mayor parte de los vehículos que corren en estas carreras se vuelven a restaurar.